# کوه لاور
 کوه لاور  نام رشته‌کوهی در جنوب ایران است. این رشته کوه در شمال روستای لاورشیخ در بخش کوخرد شهرستان بستک و در غرب استان هرمزگان در جنوب ایران واقع شده‌است. 
این کوه بسیار بلند و مخروطی شکل است و به سمت مغرب ادامه دارد و به رشته کوه ناخ می‌پیوندد. این رشته کوه در مشرق نیز ادامه پیدا کرده و پس از گذشت از تپهٔ ناصر بر فراز روستای پرپاتنگ منتهی می‌شود.

## ارتفاع کوه لاور
ارتفاع کوه لاور از سطح دریا ۲۵۰۰ پا است. در قله این کوه چُک بلندی وجود دارد، در جنوب این چُک تپهٔ ای است که به «پر کَلاتُو» معروف است. در پائین پر کَلاتُو در جلگه‌ای در ارتفاع ۱۵۰۰ متری کوه لاور محوطه‌ای است که آن را لاور می‌گویند. لاور به جایی گفته می‌شود که از سمتهای مختلف آب باران به سویش سرازیر می‌شود و از یک گوشه خارج می‌گردد.

## روستای لاور
در تپه سنگی مشرف بر جلگه‌ای به مسافت ۳x۳ کیلومتری 
سمت شمال و زیر «پر کَلاتُو» از ناحیه جنوب « روستای لاورشیخ» واقع شده‌است. 

## پوشش گیاهی
محصولات عمل‌آمده در پیرامون کوه شب عبارت‌اند از: 
قارچ صدفی، انغوزه، آویشن، مروتلخ، پونه، اسطوقدوس (گیاهی خوشبو که با چای مصرف می‌شود)، خاکشیر، کیون، بادام کوهی و مرو خوش . همچنین درختانی مانند: بنه، کُوهِنگ، کُور، کُنار، کِرت، سمر، سَلَم و غیره، در زمان قدیم مردمان منطقه از هیزم این درختان برای پخت و پز و برای تدفئه خانه‌هاشان استفاده می‌کرده‌اند، احیانا از تنه این درختان ذغال نیز می‌ساخته‌اند.

## حیات وحش در کوه لاور
در پیرامون کوه شب جانوران و پرندگان مختلفی زندگی می‌کرده‌اند که شامل: 
آهو، بز کوهی، روباه، خوک، کفتار ،
شغال، جوجه‌تیغی و خرگوش بوده‌است. همچنین پرندگانی مانند: کبک، عقاب، شاهین، بادخور، قُمری، تیهو، فاخته و بلبل و صدها پرنده مختلف دیگر زندکی می کرده‌اند که متاسفانه امروزه به دلیل نبود نظارت کافی و شکار بی رویه و غیر مجاز، نسل اکثر این حیوانات در حال انقراض می‌باشد. گفتاره است که در دوران گذشته جانوارنی مانند: گرگ، پلنگ، یوزپلنگ و خرس نیز در این کوه دیده شده است، که درحال حاضر دیگر از اینگونه حیوانات هیچ اثری یافت نمی‌شود. 